# アラーム (バンド)
アラーム（The Alarm）は、1978年にウェールズのリールで結成されたロック・バンドである。

## 来歴
1978年に結成される。当初バンドは「セヴンティーン」、後に「アラーム・アラーム」と名前を変え、1981年に3度目の改名し「ジ・アラーム」となる。
ロンドンに向かった彼らは大量のライブをこなしながら実力を蓄え、1984年にアルバム『アラーム宣言』でデビュー。この年、U2のアルバム『WAR(闘)』発表に伴うアメリカ・ツアーにオープニング・アクトとして同行。
1984年、アルバム『アラーム宣言』は、全英アルバムチャートで6位、全米で50位となる。その後もバンドは精力的にツアーとアルバム制作を続け、中堅のロック・バンドとして活動を続ける。1989年には故郷であるウェールズをテーマにしたコンセプト・アルバム『チェンジ』を発表し、同時にウェールズ語歌唱バージョンのアルバム『チェンジ〜ウェールズ語ヴァージョン (Newid)』も発売する（アレンジや収録曲も若干の差異がある）。このアルバムは非常に高い評価を受けた。1991年にはアルバム『RAW』を発表。ボブ・ディランのサポート・アクトとしてアリーナ・ツアーに出る。ところがこのツアー中、ボーカルのマイク・ピーターズはステージ上で突然バンド脱退（正確には2年間の休養）を宣言。結局ソロに転向する。バンドは程なく解散となる。
2004年、マイク・ピーターズはオリジナル・メンバーとは異なるメンバーを集め、バンド名を「The Alarm MMVI」として活動を再開。これと前後してマイク・ピーターズは自身が癌を患っていること、1990年代にも癌を患っていたことを公表。しかし治療は順調に行われ、2006年にはアルバム『Under Attack』を発表。シングルカットされた「Superchannel」は全英ロックチャート1位。全英チャート23位を記録した。
またデイヴ・シャープもソロに転向して活動を続けている。

## メンバー

### 現在のメンバー
- マイク・ピーターズ (Mike Peters) - ボーカル、ギター、ハーモニカ
- ジェームズ・スティーヴンソン (James Stevenson) - ギター
- ジュールズ・ジョーンズ・ピーターズ (Jules Jones Peters) - キーボード、ピアノ
- スティーヴ・バーナード (Steve "Smiley" Barnard) - ドラム、パーカッション

### 旧メンバー
- デイヴ・シャープ (Dave Sharp) - ギター
- エディ・マクドナルド (Eddie Mcdonald) - ベース
- ナイジェル・ツイスト (Nigel Twist) - ドラム
- クレイグ・アダムス (Craig Adams) - ベース
- スティーヴ・グラントリー (Steve Grantley) - ドラム
- マーク・テイラー (Mark Taylor) - キーボード

## ディスコグラフィ

### スタジオ・アルバム (アラーム名義)
- 『アラーム宣言』 - Declaration (1984年)
- 『アラーム・スピリット』 - Strength (1985年)
- 『アイ・オブ・ザ・ハリケーン』 - Eye of the Hurricane (1987年)
- 『チェンジ』 - Change (1989年)
- 『チェンジ〜ウェールズ語ヴァージョン』 - Newid (1989年)
- 『RAW』 - Raw (1991年)

### スタジオ・アルバム (アラーム MM++名義)
- Close (2002年) ∆
- The Normal Rules Do Not Apply (2002年) ∆
- Trafficking (2002年) ∆
- Edward Henry Street (2002年) ∆
- Coming Home (2003年) ∆
- In The Poppyfields (2004年)
- Under Attack (2006年)
- Guerilla Tactics (2008年)
- Direct Action (2010年)
- Blood Red (2017年)
- Viral Black (2017年)
- 『イコールズ』 - Equals (2018年)
- Sigma (2019年)
- War (2021年)

∆ =「In the Poppyfields」ボンドの一部 (4アルバム + ボーナス・アルバム)